# Copris igualensis
Copris igualensis là một loài bọ cánh cứng trong họ Bọ hung (Scarabaeidae).